# Niszczyciele typu Porter
Niszczyciele typu Porter – typ amerykańskich dużych niszczycieli z okresu II wojny światowej, zbudowany w latach 1933–1937 w liczbie 8 jednostek. Jeden okręt tego typu został zatopiony w trakcie działań wojennych.

## Geneza i budowa niszczycieli typuPorter
Pierwsze prace koncepcyjne nad dużymi niszczycielami, mającymi służyć jako lidery (przewodniki) flotylli rozpoczęły się w Stanach Zjednoczonych w 1917 roku. W dwa lata później powstały kolejne projekty tego typu okrętów, które zakładały zbudowanie jednostek o wyporności ok. 2000 t z silnym uzbrojeniem artyleryjskim. Jednak wobec nie sprzyjających zwiększaniu wydatków na zbrojenia nastrojów społecznych, Kongres Stanów Zjednoczonych nie zaaprobował planu budowy pięciu liderów dla US Navy z budżetu na 1921 rok, argumentując przy tym, że marynarka posiada wystarczającą ilość niszczycieli (typy Wickes i Clemson, tzw. flush-deckers, budowane masowo pod koniec I wojny światowej i na początku lat 20. XX wieku).
W 1927 roku, opierając się na prowadzonych wcześniej pracach, powrócono do koncepcji budowy przewodników flotylli. Po części było to spowodowane budową przez Japonię nowych, silnie uzbrojonych okrętów typu Fubuki. Ponieważ podpisany w kwietniu 1930 roku traktat londyński określił maksymalną wyporność standardową niszczycieli na 1850 ton, taki limit przyjęto też przy opracowywaniu nowego projektu. Po rozważeniu kilku różnych konfiguracji uzbrojenia i wyposażenia okrętów, w maju 1932 roku US Navy zaaprobowała projekt autorstwa biura konstrukcyjnego stoczni New York Shipbuilding, która otrzymała kontrakt na budowę czterech jednostek z budżetu na 1933 rok. Kolejne cztery okręty miała wybudować stocznia Fore River w Quincy, należąca do koncernu Bethlehem Steel.
Stępkę pod pierwszy z niszczycieli: USS "Porter", położono w New York Shipbuilding 18 grudnia 1933 roku, wodowanie odbyło się 12 grudnia 1935 roku, zaś w pełni wyposażony okręt wszedł do służby 25 sierpnia 1936 roku. Pozostałe siedem jednostek zasiliło marynarkę wojenną Stanów Zjednoczonych w latach 1936–1937.

## Opis konstrukcji
Niszczyciele typu Porter posiadały stalowy, nitowany kadłub z wyniesioną częścią dziobową i uskokiem na wysokości przedniego komina. Rozwiązanie to nawiązywało do sylwetki pierwszych nowoczesnych amerykańskich okrętów tej klasy typu Farragut i stanowiło odejście od wcześniej budowanych gładkopokładowców. Napęd stanowiły dwie turbiny parowe systemu Parsonsa o łącznej mocy 50 000 KM, zasilane w parę przez cztery kotły wodnorurkowe Babcock & Wilcox i napędzające dwie śruby. Turbiny parowe umieszczone były w osobnych maszynowniach, co zwiększało żywotność okrętu w przypadku pojedynczego trafienia w śródokręcie. Okręty były zasilane w energię elektryczną przez dwa turbogeneratory o mocy po 200 kW. W razie ich uszkodzenia energię zapewniały (zainstalowane po raz pierwszy na amerykańskich niszczycielach) dwa awaryjne agregaty prądotwórcze o mocy 70 kW każdy.
Na kadłubach niszczycieli typu Porter zabudowano wysokie bryły nadbudówek, z zamkniętym pomostem dowodzenia na kanciastej nadbudówce dziobowej. Pomiędzy nią a przednim kominem znajdował się wysoki trójnożny maszt. Drugi, nieco niższy, zainstalowano przed nadbudówką rufową. Wysoko rozmieszczone masy powodowały kłopoty ze statecznością okrętów, dlatego posiadały one zbiorniki balastowe, zalewane wodą w miarę zużywania paliwa.
Pierwotne uzbrojenie niszczycieli składało się z ośmiu armat Mk 12 kal. 127 mm w czterech podwójnych wieżach, rozmieszczonych w superpozycjach na dziobie i rufie. Armaty te nie były przystosowane do prowadzenia ognia przeciwlotniczego. Artylerię przeciwlotniczą okrętów stanowiły dwa czterolufowe zestawy armat automatycznych kal. 28 mm, po jednym za wieżą nr 2 i przed wieżą nr 3. Ponadto okręty posiadały osiem wyrzutni torped kal. 533 mm w dwóch poczwórnych zestawach umieszczonych w osi symetrii na śródokręciu, z ośmioma torpedami zapasowymi. Do wykrywania okrętów podwodnych służył sonar typu QC, zaś ich zwalczanie umożliwiały dwie zrzutnie bomb głębinowych na rufie.

## Modyfikacje konstrukcji i uzbrojenia
Po pierwszych obserwacjach działań morskich w II wojnie światowej dowództwo US Navy doszło do wniosku, że uzbrojenie przeciwlotnicze okrętów amerykańskich jest zbyt słabe. Aby temu zaradzić, jako rozwiązanie tymczasowe, rozpoczęto instalację działek Oerlikon kal. 20 mm. Na niszczycielach typu Porter montowano do ośmiu tego typu armat. Pod koniec 1942 roku na USS "Phelps" zdemontowano wieżę artyleryjską nr 3, ustawiając w jej miejsce poczwórnie sprzężone działko Bofors kal. 40 mm. W 1943 roku zastąpiono działka kal. 28 mm podwójnymi armatami Bofors. Od 1944 roku działa artylerii głównej były wymieniane na uniwersalne tego samego kalibru, jako pierwsze otrzymały je USS "Phelps" i USS "Selfridge". Kolejne wzmocnienie uzbrojenia przeciwlotniczego u okrętów działających na Pacyfiku wymusiły ataki kamikaze. Ponieważ działka kal. 20 mm nie zapewniały skutecznej ochrony, na USS "Phelps", USS "Selfridge" i USS "Winslow" zainstalowano 16 działek Bofors kal. 40 mm kosztem demontażu wyrzutni torpedowych. Aby zrekompensować wzrost masy uzbrojenia przeciwlotniczego, ze wszystkich okrętów typu Porter usunięto zasobniki z torpedami zapasowymi.
Po przystąpieniu Stanów Zjednoczonych do działań wojennych wzmocniono także o cztery miotacze bomb głębinowych uzbrojenie przeciw okrętom podwodnym. W miarę rozwoju środków radiolokacyjnych, okręty były wyposażane w kolejne radary: obserwacji nawodnej typu SG, obserwacji przestrzeni powietrznej typu SC i SC-2, artyleryjskie Mk 4 lub nowsze Mk 12/22 współdziałające z przyrządami kierowania ogniem artylerii głównej Mk 37 oraz radary Mk 28 i celowniki Mk 29 dla artylerii przeciwlotniczej. Niszczyciele służące na Oceanie Atlantyckim otrzymały radionamierniki HF/DF.
W 1944 roku cztery okręty: USS "Phelps", USS "Selfridge", USS "McDougal" i USS "Winslow" zostały przebudowane. Obniżono na nich wysokość nadbudówek, skrócono kominy i zabudowano nowy w kształcie pomost dowodzenia, przypominający konstrukcje na okrętach brytyjskich. Pod koniec działań wojennych, we wrześniu 1945 roku, dwa niszczyciele: USS "McDougal" i USS "Winslow" zostały przebudowane na okręty dozoru radiolokacyjnego. Pozostawiono jako ich uzbrojenie dwa podwójne działa kal. 127 mm i dwa poczwórne stanowiska działek kal. 40 mm, zaś pomiędzy kominami zainstalowano trójnożny maszt z radarem naprowadzania samolotów typu SP na szczycie.

## Lista niszczycieli typuPorter
- USS "Porter" (DD-356) – położenie stępki 18 grudnia 1933, wodowanie 12 grudnia 1935, wejście do służby 25 sierpnia 1936. Stocznia New York Shipbuilding. 26 października 1942 roku w bitwie koło wysp Santa Cruz trafiony torpedą a następnie, po ewakuacji załogi, zatopiony ogniem artyleryjskim przez USS "Shaw".
- USS "Selfridge" (DD-357) – położenie stępki 18 grudnia 1933, wodowanie 18 kwietnia 1936, wejście do służby 25 listopada 1936. Stocznia New York Shipbuilding. Wycofany ze służby w październiku 1945 roku i złomowany.
- USS "McDougal" (DD-358) – położenie stępki 18 grudnia 1933, wodowanie 17 lipca 1936, wejście do służby 23 grudnia 1936. Stocznia New York Shipbuilding. W 1945 roku przebudowany na okręt dozoru radiolokacyjnego (sygnatura AG-126). W czerwcu 1946 roku przeniesiony do rezerwy, sprzedany na złom w 1949 roku.
- USS "Winslow" (DD-359) – położenie stępki 18 grudnia 1933, wodowanie 21 września 1936, wejście do służby 17 lutego 1937. Stocznia New York Shipbuilding. W 1945 roku przebudowany na okręt dozoru radiolokacyjnego (sygnatura AG-127). Następnie służył jako jednostka eksperymentalna do badań elektroniki bojowej, skreślony z listy floty w 1957 roku.
- USS "Phelps" (DD-360) – położenie stępki 2 stycznia 1934, wodowanie 18 lipca 1935, wejście do służby 26 lutego 1936. Stocznia Fore River. Wycofany ze służby w listopadzie 1945 roku.
- USS "Clark" (DD-361) – położenie stępki 2 stycznia 1934, wodowanie 15 października 1935, wejście do służby 20 maja 1936. Stocznia Fore River. Wycofany z linii w październiku 1945 roku.
- USS Moffett (DD-362) – położenie stępki 2 stycznia 1934, wodowanie 11 grudnia 1935, wejście do służby 28 sierpnia 1936. Stocznia Fore River. Wycofany z linii w listopadzie 1945 roku i złomowany dwa lata później.
- USS "Balch" (DD-363) – położenie stępki 16 maja 1934, wodowanie 24 marca 1936, wejście do służby 20 października 1936. Stocznia Fore River. Wycofany z linii w październiku 1945 roku i sprzedany na złom.